# تريسي ميدندورف
تريسي ميدندورف Tracy Middendorf (بالإنجليزية: Tracy Middendorf)‏ ممثلة أمريكية من مواليد 26 يناير 1970.

## مواقع خارجية
- تريسي ميدندورف على موقع IMDb (الإنجليزية)
- تريسي ميدندورف على موقع ألو سيني (الفرنسية)
- تريسي ميدندورف على موقع أول موفي (الإنجليزية)
- تريسي ميدندورف على موقع قاعدة بيانات برودواي على الإنترنت (الإنجليزية)
- تريسي ميدندورف على موقع قاعدة بيانات الأفلام السويدية (السويدية)
- تريسي ميدندورف على موقع قاعدة بيانات الفيلم (الإنجليزية)
- تريسي ميدندورف على موقع كينوبويسك (الروسية)